# Motor molecular

Molècules de miosina patint un canvi en la conformació en temps real, imatge amb microscòpics atòmic i de fluorescència

Els motors moleculars són motors en què els moviments individuals d'unes poques molècules són responsables de la conversió d'una forma d'energia (principalment química) en treball. En la naturalesa, estan en l'origen de tots els moviments dels éssers vius. També serien components importants d'eventuals nanomàquines. Els primers elements de la descripció d'aquests processos són recents i deguts a l'equip del professor Jacques Prost a l'Institut Curie. Aquests moviments impliquen la física de les transicions de fase i els sistemes dinàmics.
La principal diferència amb els motors macroscòpics es deu a l'escala de les energies que entren en joc. En efecte per moure masses moleculars a distàncies d'uns pocs nanòmetres, el treball necessari és de l'ordre de l'energia lliure d'un termòstat a temperatura ambient. Els motors moleculars estan generalment molt influenciats pel seu entorn, i no poden ser descrits més que per teories estadístiques. Aquest és el cas de tots els motors moleculars biològics.